# マカオ・アジア・エクスプレス
マカオ・アジア・エクスプレス (濠亜航空、Macau Asia Express) はかつて設立が計画された中国・マカオの格安航空会社(LCC)。

## 概要
2006年1月26日、マカオ航空等の出資によって設立された。2007年11月、資金繰りの問題により運航されることなく清算されることとなった。2008年、航空運送事業許可を返上。

## 就航路線
主に中国本土、およびアジアにチャーター便として就航を計画していた。日本にも北九州空港、中部国際空港へチャーター便を運航する予定であった。

## 所有機材
- エアバスA320 6機（計画）